# كلارا سورنسن
كلارا سورنسن (بالإنجليزية: Clara Sorensen)‏ هي نحّاتة أمريكية، ولدت في 1877، وتوفيت في 1959.